# سيمانغ

السيمانغ مجموعة إثنية من شعوب النيغريتو تستوطن شبه جزيرة ملايو. يمكن أن نجدهم في مناطق بيراك وباهانغ وكيلانتان وكيداه الماليزية.
سجل التاريخ أنهم عاشوا في شبه جزيرة ملايو منذ ما قبل القرن الثالث قبل الميلاد. يمكن وصفهم أنهم من الصيادين الرحّل.
يُصنّف السيمانغ مع قبائل أورانغ اسلي. فضلوا عبر التاريخ التجارة مع السكان المحليين، لكنهم كانوا عرضة لغزوات الملاي واستعبادهم لهم واجبروا على دفع الدية. لأكثر من 1000 سنة، استُعبد بعض السيمانغ الذين يقطنون جنوب الغابات، بينما نجا البعض عبر بقائهم منعزلين.

## السمات الجسدية
يختلف السيمانج عن المجموعات العرقية المجاورة لهم، ليس فقط من حيث نمط الحياة، ولكن من حيث الأسس الأنثروبولوجية كذلك. ينتمون إلى ما يسمى بعرق النيغريتو، الذي تتمثل سماته الرئيسية في قصر القامة في النمو (150 سم عند الرجال وحوالي 140 سم عند النساء)، ولون الجلد الداكن (يختلف لونه من النحاسي الداكن إلى الأسود) والشعر المجعد والأنف العريض والشفاه الكثيفة والعيون المستديرة وعظام الوجنتان منخفضة. بالإضافة غلى السيمانغ، ينتمي السكان الأصليون لجزر أندامان في الهند وشعب أيتا في الفلبين لهذا العرق.

## المجموعات الإثنية
سيمانغ مجموعة عرقية تجمعها تقليديًا الخصائص العرقية والثقافية، لا شعور بالهوية العرقية المشتركة لديهم.
في المجموع، هناك ما لا يقل عن عشر مجموعات عرقية من مجموعة أورانغ اسلي العرقية المصنفة «سيمانغ» في ماليزيا (لا تعترف الحكومة الماليزية بها جميعًا).
تعيش شعوب كينسيو في الجزء الشمالي من كيداه، بالقرب من الحدود مع تايلاند. استقر معظم هؤلاء في قرية المنطقة، كامبونج لوبوك-ليجونج، الواقعة في منطقة بالينج، كيدا.
- يمتلك شعب كينتك قرية واحدة تقع بالقرب من مدينة جيريك في منطقة هولو بيراك في بيراك. تقليديًا، كان هؤلاء يتجولون حول كليان إنتان في منطقة هولو بيراك وبالقرب من منطقة بالينج في كيدا.[14]
- يتمركز شعب لانوه في ثلاث قرى تقع في منطقة هولو بيراك في شمال غرب بيراك بالقرب من جيريك. يوجد مجموعات قبلية مميزة من بين هؤلاء الناس، مثل لانوه يير (ربما من البدو الرحل) ولانوه جينجينج (شبه مستقرين) وربما آخرين.[15][16]

لم يُضمّن شعب سمنام في القائمة الرسمية لجاكوا، لكنهم جُمعوا مع شعب لانوه. كان هؤلاء يعيشون عند نهر آير بال بالقرب من كامبونج كوالا كينرينج في منطقة هولو بيراك، غرب جيريك.
هذا وجُمع شعب سابوبن مع شعب لانوه. تعيش بقايا هذه القبيلة المنقرضة تقريبًا، جنبًا إلى جنب مع مجموعات أخرى من شعب لانوه بالقرب من لينجونج وجيريك في منطقة هولو بيراك.
- يعيش شعب جاهاي في الجبال التي تفصل بين ولايتي بيراك وكيلانتان، جنوب حدود تايلاند. هذا هو الجبل الوحيد الذي يسكنه شعب سيمانغ. تتركّز مستوطناتهم بشكل رئيسي على طول الأنهر أو قرب البحيرات. يعيش هؤلاء في بيراك على طول الأنهر مثل سونغاي بانون وسونغاي تيانغ وبالقرب من بحيرة تيمنغور في منطقة هولو بيراك.[18][19]
- يعيش شعب مندريك في عدة قرى على طول الروافد الوسطى لنهر كيلانتان في المناطق النائية لمنطقة غوا موسانغ في ولاية كيلانتان الجنوبية.[20]
- شعب باتيك:
- يعيش باتيك ديك عند نهر ى رينغ في جنوب كيلانتان، كما في المناطق المجاورة تيرينغانو وباهانغ. لا تميز جاكوا بين مختلف مجموعات باتيك.[21]
- مجموعة باتيك نونج، وهي مجموعة أخرى من مجموعات باتيك، في منطقة جيرانتوت في شمال باهانج. يوجد ما مجموعه 7 قرى في ولاية باهانج، تقع 5 منها في مقاطعة ليبيس، بينما تقع الأخريان في منطقة جيرانتوت.[21]
- يعيش مينتيل أو «المايا» على ضفاف نهر سونغاي تانوم بالقرب من تشيغار بيراه في شمال وسط مقاطعة ليبيس، باهانج، ووهؤلاء يعرفون على أنهم من الباتيك.[22][21]